# Teorema di Blondel

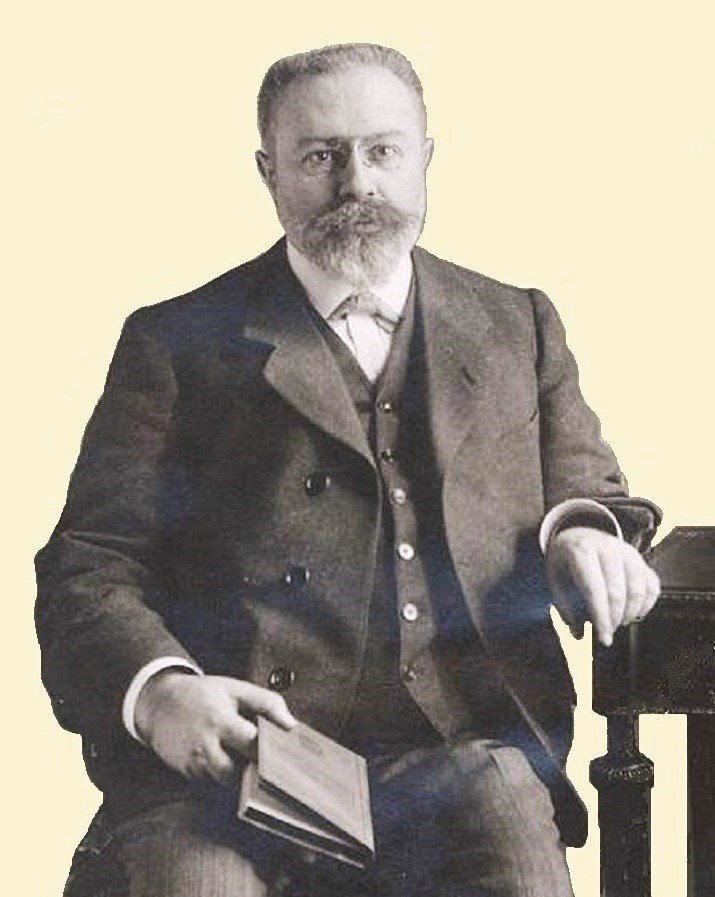
André Blondel (1863-1938), ingegnere e fisico francese.

Nell'ambito delle misure elettriche, il teorema di Blondel (che prende il nome da André Blondel) è alla base dei metodi di misura della potenza nei sistemi trifase.

In generale, stabilisce che la potenza fornita da un sistema polifase di N conduttori è uguale alla somma algebrica delle potenze misurate da N wattmetri, ciascuno collegato in modo da misurare la corrente in uno dei conduttori, e la tensione tra lo stesso conduttore ed un punto comune qualsiasi.
Semplificando ulteriormente, se il punto comune coincide con uno dei conduttori, il wattmetro su quel conduttore può essere rimosso, rendendo quindi necessari solo N-1 wattmetri.

## Applicazioni
Vengono qui presentate due applicazioni di interesse del teorema di Blondel.

Inserzione Aron

### Inserzione Aron
Se si considera un sistema trifase a 3 fili, il teorema ci dice che la potenza totale può essere misurata tramite l'utilizzo di 3 wattmetri riferiti ad un punto comune qualsiasi. Se come punto comune scegliamo uno dei 3 conduttori, possiamo eliminare il wattmetro relativo al conduttore comune, ottenendo quindi la classica Inserzione Aron.

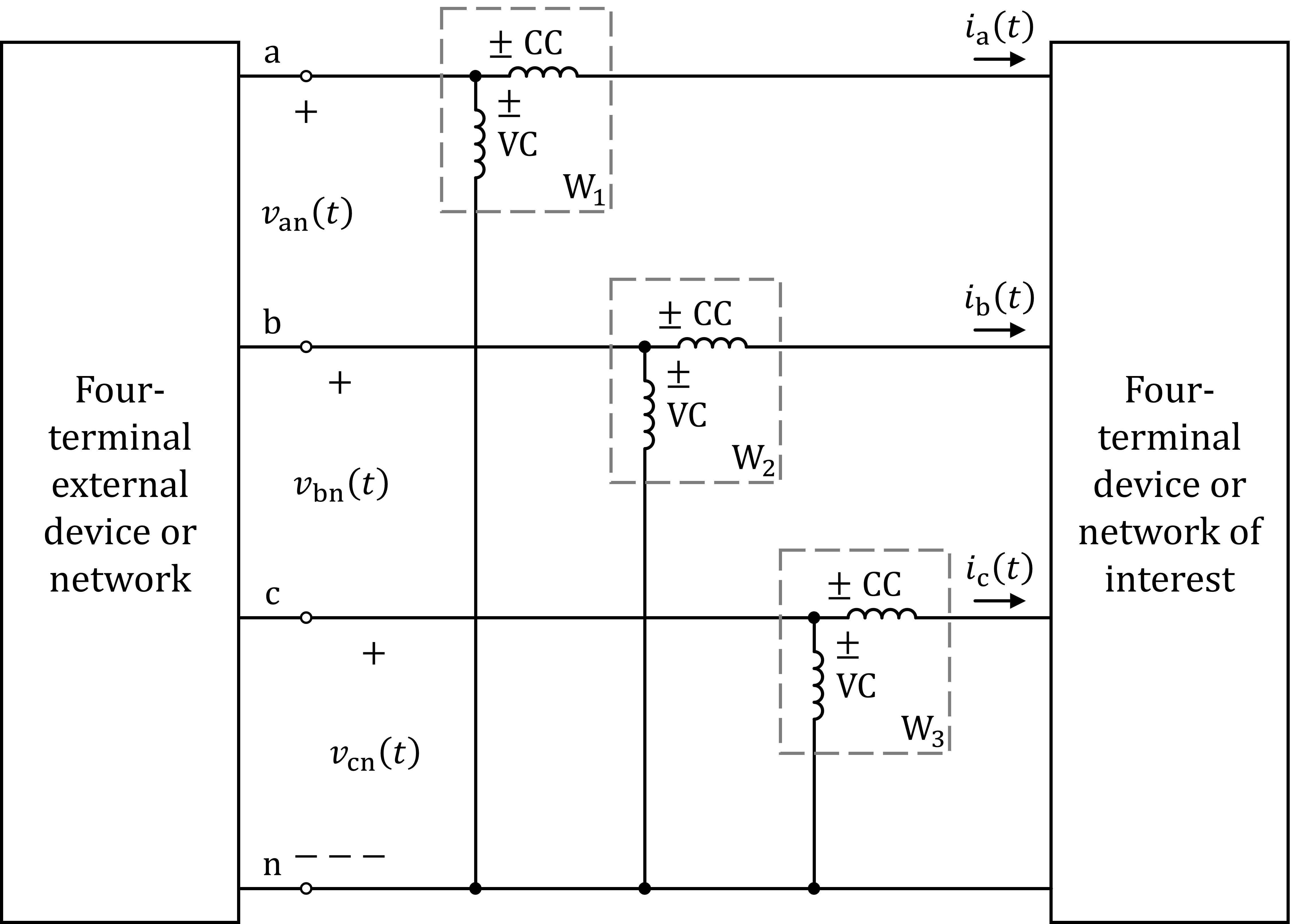
Inserzione di 3 wattmetri in un sistema trifase con neutro

### Misura di potenza in un sistema trifase con neutro
Se si considera un sistema trifase con neutro distribuito, si hanno in totale 4 conduttori. Il teorema ci dice che la potenza totale può essere misurata tramite l'utilizzo di 4 wattmetri riferiti ad un punto comune qualsiasi. La scelta naturale per il punto comune è il conduttore di neutro, con conseguente eliminazione del relativo wattmetro.
Così facendo, si ottiene la più classica inserzione wattmetrica per sistemi trifase con neutro.

## Dimostrazione

### Regime alternato sinusoidale
Si presenta qui la dimostrazione del teorema di Blondel per sistemi in regime alternato sinusoidale tramite il metodo dei fasori.

#### Sistema a 3 fili
Si dimostra il teorema prima per un sistema trifase a 3 fili, composto da 3 generatori di tensione ed un carico. Grazie alla legge di Kirchhoff delle correnti si ha che la somma delle correnti nei 3 conduttori è nulla:
{\displaystyle {\overline {I_{1}}}+{\overline {I_{2}}}+{\overline {I_{3}}}=0}

Inserzione dei wattmetri riferiti al centro stella del generatore

Tramite l'inserzione di 3 wattmetri, ciascuno sottoposto alla corrente di un conduttore ed alla tensione del generatore sullo stesso ramo, si misurano le potenze attive erogate dai singoli generatori. La potenza totale si ottiene poi come somma di queste tre potenze:
{\displaystyle P={\overline {E_{1}}}\cdot {\overline {I_{1}}}+{\overline {E_{2}}}\cdot {\overline {I_{2}}}+{\overline {E_{3}}}\cdot {\overline {I_{3}}}}

Inserzione dei wattmetri riferiti ad un centro stella generico

Se poi le bobine voltmetriche non vengono più riferite al centro stella del generatore ma ad un nodo qualunque {\displaystyle O'}, la somma algebrica delle potenze misurate dai 3 wattmetri risulta:
{\displaystyle P\,'=({\overline {E_{1}}}-{\overline {V_{O^{'}O}}})\cdot {\overline {I_{1}}}+({\overline {E_{2}}}-{\overline {V_{O^{'}O}}})\cdot {\overline {I_{2}}}+({\overline {E_{3}}}-{\overline {V_{O^{'}O}}})\cdot {\overline {I_{3}}}}
Raccogliendo poi il termine {\displaystyle {\overline {V_{O'O}}}}, e considerando che la somma delle correnti nei 3 conduttori è nulla, si ottiene il risultato finale:
{\displaystyle P\,'={\overline {E_{1}}}\cdot {\overline {I_{1}}}+{\overline {E_{2}}}\cdot {\overline {I_{2}}}+{\overline {E_{3}}}\cdot {\overline {I_{3}}}-{\overline {V_{O'O}}}\cdot {\cancelto {0}{({\overline {I_{1}}}+{\overline {I_{2}}}+{\overline {I_{3}}})}}=P}
La potenza misurata è quindi indipendente dal valore di {\displaystyle {\overline {V_{O'O}}}} e, di conseguenza, è indipendente dal punto comune {\displaystyle O'} scelto.

#### Sistema aNfili
La dimostrazione può essere estesa ad un sistema a N fili generico, dove la condizione di partenza diventa la somma nulla delle N correnti nei conduttori, insieme alla formula per la potenza totale erogata dai generatori:
{\displaystyle \sum _{k=1}^{N}{\overline {I_{k}}}=0}
{\displaystyle P=\sum _{k=1}^{N}{\overline {E_{k}}}\cdot {\overline {I_{k}}}}
Il resto della dimostrazione procede analogamente, scegliendo le tensioni dei wattmetri rispetto ad un punto comune {\displaystyle O'} e giungendo ancora una volta al risultato cercato:
{\displaystyle {\begin{aligned}P\,'&=\sum _{k=1}^{N}({\overline {E_{k}}}-{\overline {V_{O'O}}})\cdot {\overline {I_{k}}}\\&=\sum _{k=1}^{N}{\overline {E_{k}}}\cdot {\overline {I_{k}}}-{\overline {V_{O'O}}}\cdot {\cancelto {0}{\sum _{k=1}^{N}{\overline {I_{k}}}}}\\&=P\end{aligned}}}

### Regime qualsiasi, sistema a N fili
Si presenta brevemente anche la dimostrazione del teorema nel caso più generale possibile, costituito da un sistema a N fili alimentato in regime qualsiasi. Si considerano quindi tensioni e correnti come grandezze nel dominio del tempo.
La condizione fondamentale è sempre la legge di Kirchhoff delle correnti, valida in ogni istante:
{\displaystyle \sum _{k=1}^{N}i_{k}(t)=0\quad \forall t}
Si considera la potenza istantanea erogata dalle sorgenti:
{\displaystyle p(t)=\sum _{k=0}^{N}e_{k}(t)\,i_{k}(t)}
Scegliendo ancora una volta un riferimento qualsiasi per gli N wattmetri, si ottiene:
{\displaystyle p'(t)=\sum _{k=0}^{N}(e_{k}(t)-v_{O'O}(t))\,i_{k}(t)}
Semplificando la formula, si ottiene un termine proporzionale alla somma delle correnti, che essendo sempre nullo può essere cancellato, ottenendo il risultato cercato:
{\displaystyle p'(t)=\sum _{k=0}^{N}e_{k}(t)\,i_{k}(t)-v_{O'O}(t)\,{\cancelto {0}{\sum _{k=1}^{N}i_{k}(t)}}=p(t)\quad \forall t}